# Jeziorko (województwo zachodniopomorskie)
Jeziorko – osada w Polsce, położona w województwie zachodniopomorskim, w powiecie wałeckim, w gminie Wałcz.
W latach 1975–1998 miejscowość administracyjnie należała do województwa pilskiego.
Zobacz też: Jeziorko.